# 艾哈迈德·阿布塔利布
艾哈迈德·阿布塔利布（荷蘭語：Ahmed Aboutaleb，1961年8月29日—）是荷蘭工黨（PvdA）政治人物，現任鹿特丹市長。他曾於2007年2月至2008年12月間在巴爾克嫩德政府擔任社會事務及就業部副局長。
阿布塔利布在十五歲時由摩洛哥移民荷蘭，是荷蘭第一位同時具有移民身分和穆斯林信仰的四大市市長。他有里夫和柏柏人血統，並擁有荷蘭和摩洛哥雙重國籍。

## 早年與政治生涯
艾哈迈德·阿布塔利布在1961年8月29日出生於摩洛哥。他的父親是里夫山區的遜尼派伊瑪目。1976年，阿布塔利布在他十五歲時，與他的兄弟們和母親移民荷蘭。
阿布塔利布的本科是電機工程，專攻電信，後來在技職大學得到工程學士學位。畢業後他曾在Veronica、NOS和RTL新聞台擔任播報員，也曾在荷蘭衛生部的公共關係部門工作。
1991年，阿布塔利布進入社會事務及就業部擔任官員，開始了他的政治生涯。1994年至1997年他擔任社會經濟理事會主席，1997年至1998年任職荷蘭中央統計局（CBS）通訊與出版物部門主管，接著在1998年至2002年任職多元文化論壇的主任。此外，阿布塔利布也是荷蘭《忠誠報》（Trouw）的專欄作家。2002年至2004年，他被任命為阿姆斯特丹社會、經濟和文化發展管理委員會的主席，隨後成為該市教育、青年、就業、收入和城市政策領域的工黨議員代表，為時三年。2007年至2008年阿布塔利布加入第四次巴爾克嫩德政府內閣，擔任社會事務及就業部副局長。

## 外部連結
- （荷兰文） 鹿特丹市政府網站－阿布塔利布簡介 （页面存档备份，存于）